# Spichrzelowate

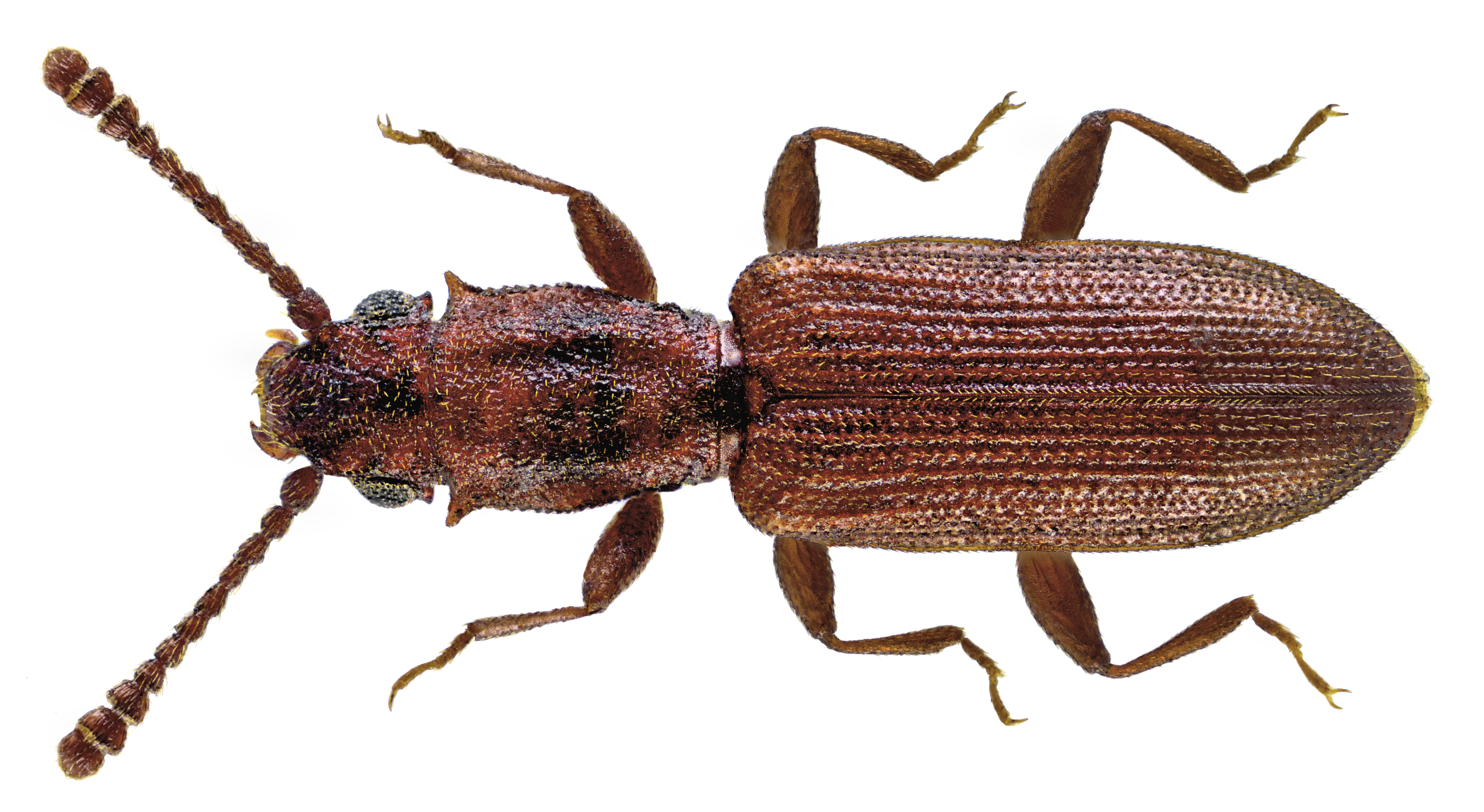
Silvanus bidentatus

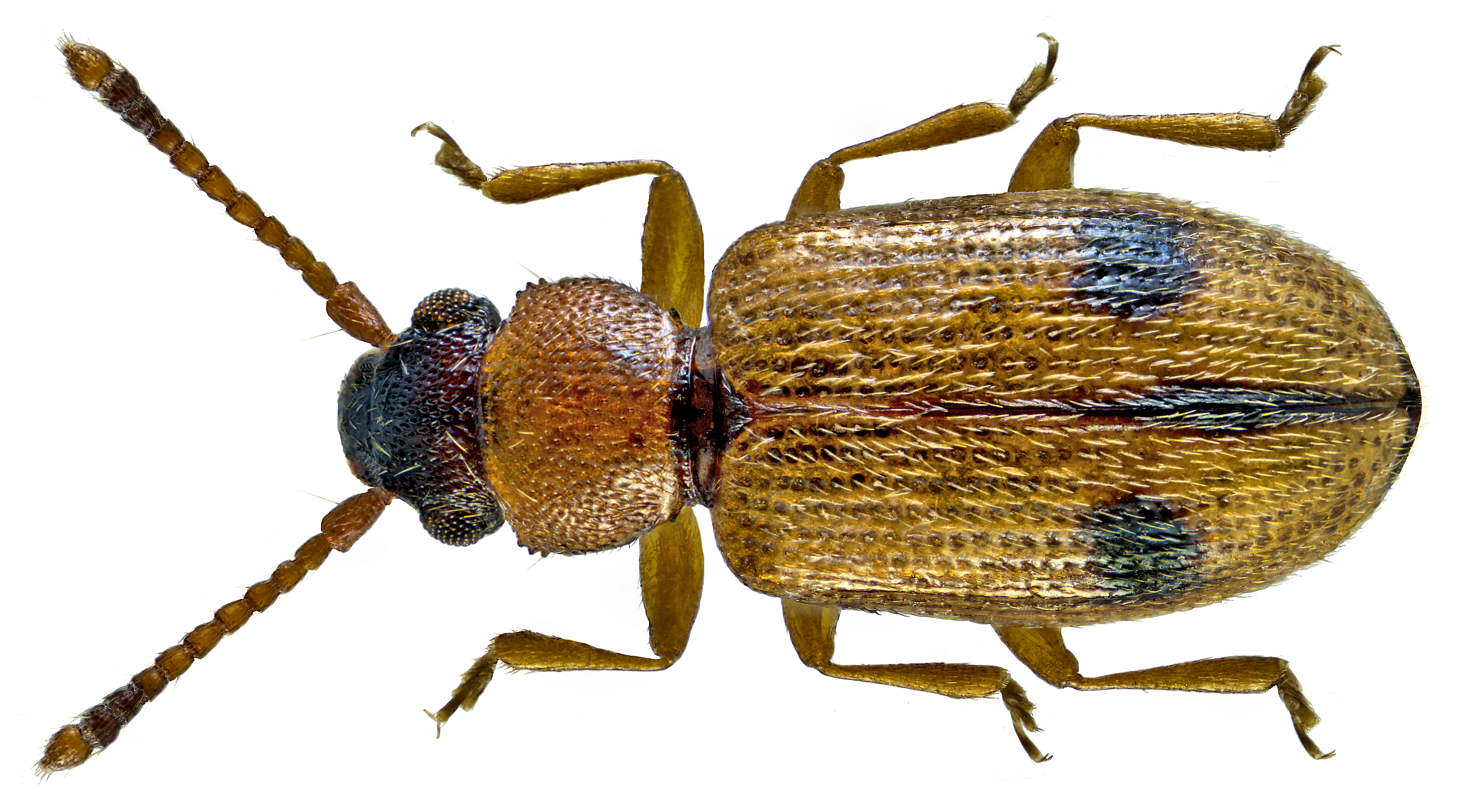
Psammoecus bipunctatus

Spichrzelowate (Silvanidae) – rodzina chrząszczy z podrzędu wielożernych.

## Zasięg występowania
Przedstawiciele zspichrzelowatych występują na całym świecie, najbardziej zróżnicowane są w strefie tropikalnej.
W Polsce 13 gatunków.

## Budowa ciała
Osiągają 1,2 -15 mm długości. Ciało często wydłużone. Ubarwienie zwykle jednolite.

## Biologia i ekologia

### Biotop
Spotykane pod korą drzew lub w rozkładającej się materii organicznej. Niektóre gatunki są synantropijne.

### Odżywianie
Zwykle są mykofagami.

## Znaczenie dla człowieka
Niektóre gatunki są ważnymi szkodnikami ziaren zbóż.

## Systematyka
Do spichrzelowatych zaliczanych jest około 500 gatunków i 63 rodzaje zgrupowane w 2 podrodzinach:
- Brontinae
- Silvaninae